# قمة الدول العربية ودول أمريكا الجنوبية

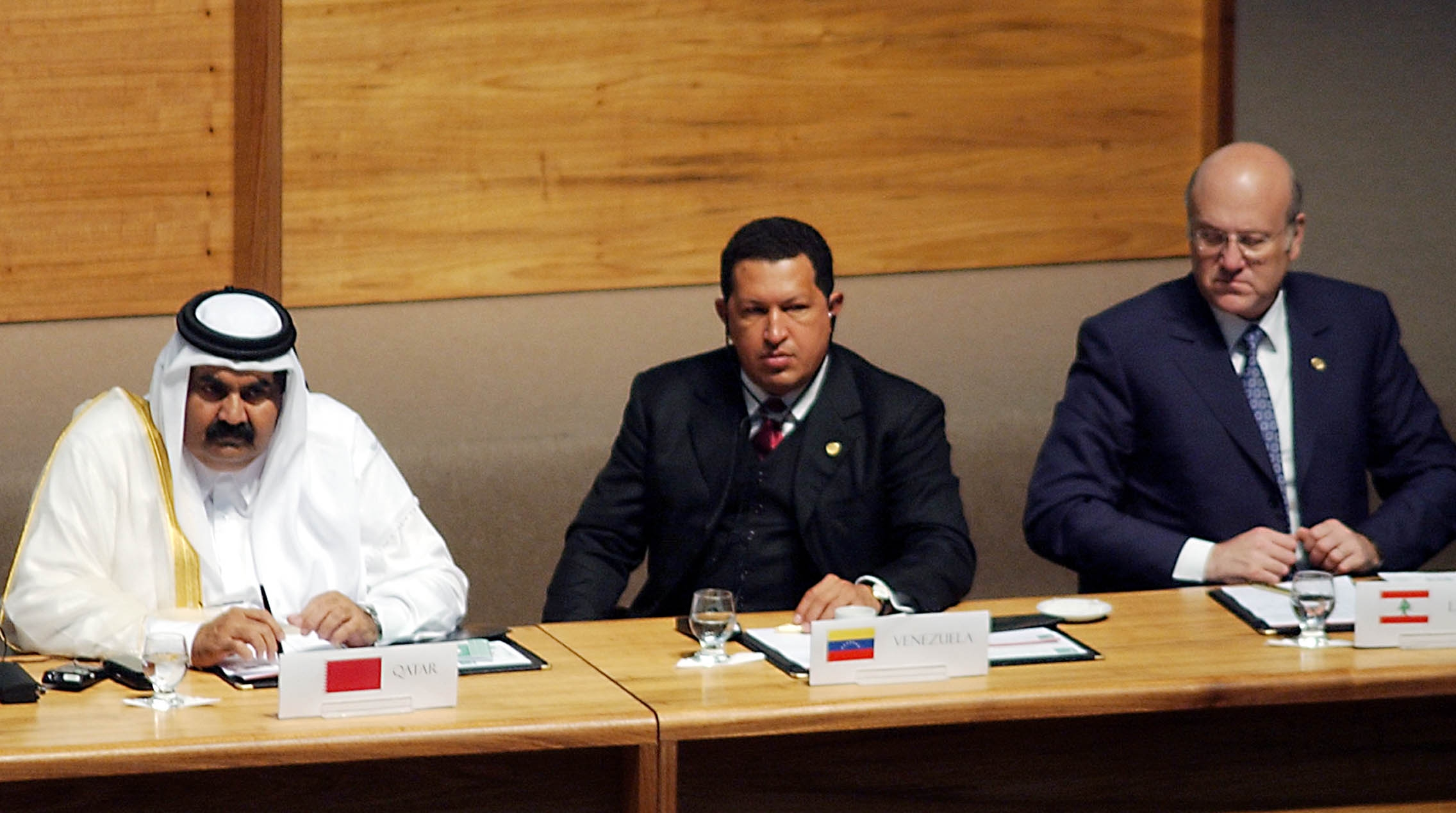
مندوب لبنان و نائب الرئيس الفنزويلي و امير قطر

مؤتمر قمة الدول العربية ودول أمريكا الجنوبية ملتقى للتنسيق السياسي بين دول كلتا المنطقتين (المنطقة العربية وأمريكا اللاتينية) وهى أيضا آلية للتعاون في مجالات الأقتصاد والثقافة والتربية و التعليم والعلوم والتكنولوجيا وحماية البيئة والسياحة وغيرها من المجالات ذات الصلة لتحقيق التنمية الدائمة في تلك البلدان والمساهمة في تحقيق السلام العالمي.
يستند هذا الترابط الدولي على جذور مشتركة ومتشابهة والتي ما تزال تحافظ على شفافيتها حتى يومنا هذا في مجالات ثقافية حضارية كاللغة و فن الأكل و أيضا القيم الأساسية وفي النظرة المشتركة إلى مستقبل البشرية.

## تأسيس القمة
انشئ بناء على اقتراح من الرئيس البرازيلي لويس ايناسيو لولا دا سيلفا، خلال المؤتمر الأول لقمة رؤساء الدول والحكومات، الذي عقد في مدينة برازيليا في البرازيل في مايو 2005.

## القمم المنعقدة
| الترتيب | التاريخ           | الدولة   | المدينة  |
| ------- | ----------------- | -------- | -------- |
| 1       | 10–11 مايو 2005   | البرازيل | برازيليا |
| 1       | 31 مارس 2009      | قطر      | الدوحة   |
| 3       | 1–2 أكتوبر 2012   | بيرو     | ليما     |
| 4       | 10–11 نوفمبر 2015 | السعودية | الرياض   |
| 5       | 2017              | السعودية | الرياض   |

## الدول الأعضاء
الدول الأعضاء في  جامعة الدول العربية
- الجزائر
- البحرين
- جزر القمر
- مصر
- الإمارات العربية المتحدة
- العراق
- الأردن
- الكويت
- لبنان
- ليبيا
- موريتانيا
- المغرب
- سلطنة عمان
- فلسطين
- قطر
- المملكة العربية السعودية
- الصومال
- السودان
- سوريا
- تونس
- اليمن
- جيبوتي

دول اتحاد دول أمريكا الجنوبية
- الأرجنتين
- بوليفيا
- البرازيل
- تشيلي
- كولومبيا
- الإكوادور
- غيانا
- باراغواي
- بيرو
- سورينام
- أوروغواي
- فنزويلا

وصلات خارجية
موقع الرسمي للمؤتمر